# Polepy, Kolín
Polepy là một làng thuộc huyện Kolín, vùng Středočeský, Cộng hòa Séc.